# Kabambare
Kabambare is een plaats in de Democratische Republiek Congo, in de provincie Maniema.
Sinds het eind van de 19e eeuw is Kabambare een bekend handelscentrum dat handelde in ivoor en slaven met Zanzibar. Om Kabambare werd gestreden in de Belgo-Arabische oorlog tussen 1892 en 1894 en tijdens de opstand van de Batetela in 1898.